# Eendrachtsplein (métro de Rotterdam)
ne doit pas être confondu avec la place Eendrachtsplein située au-dessus
Eendrachtsplein est une station de la section commune de la ligne A, la ligne B et la ligne C du métro de Rotterdam. Elle est située sous la place homonyme (Eendrachtsplein) dans le centre de Rotterdam aux Pays-Bas.
Elle dessert notamment le Museumpark.

## Situation sur le réseau

Plan du métro.

Établie en souterrain, Eendrachtsplein, est une station de passage de la section commune entre la ligne A, la ligne B et la ligne C du métro de Rotterdam. Elle est située : entre la station Beurs, sur la section commune (A+B+C), en direction du terminus nord de la ligne A Binnenhof, ou du terminus nord de la ligne B Nesselande ou du terminus nord de la ligne C De Terp; et la station de la section commune A+B+C Dijkzigt, en direction : du terminus sud-ouest de la ligne A Vlaardingen-West, ou terminus sud-ouest de la ligne B Hoek van Holland-Haven, ou du terminus sud de la ligne C De Akkers,,.
Elle comporte deux voies encadrées par deux quais latéraux.

## Histoire
La station Eendrachtsplein est mise en service le 10 mai 1982, lors de l'ouverture à l'exploitation de la section de Coolhaven à Capelsebrug, d'une ligne que l'on dénomme alors la ligne Est-Ouest (nl).
Les lignes du métro sont renommées, en décembre 2009, selon la dénomination toujours en vigueur : A, B et C.

## Services aux voyageurs

### Accès et accueil
La station dispose d'automates pour la recharge ou l'achat de titres de transport et d'abris sur les quais. Elle accessible par ascenseur, elle est accessible aux personnes à la mobilité réduite.

### Desserte
Eendrachtsplein est desservie par les rames des lignes A, B et C.

### Intermodalité
Elle est en correspondance avec une station du tramway de Rotterdam desservie par les lignes 4 et 7?. Un arrêt de bus situé à proximité est desservi par la ligne 32.

## L'art dans la station
Sur les murs des quais, de grands panneaux sont placés, sur lesquels diverses institutions culturelles des environs sont représentés avec leur position et les distances à partir de la station.
Dans le hall central de la station se trouve depuis le 15 décembre 1999 le « mur du Millénaire » (Milleniumwand). Ce mur est composé de centaines de carreaux illustrant de diverses paroles personnelles.

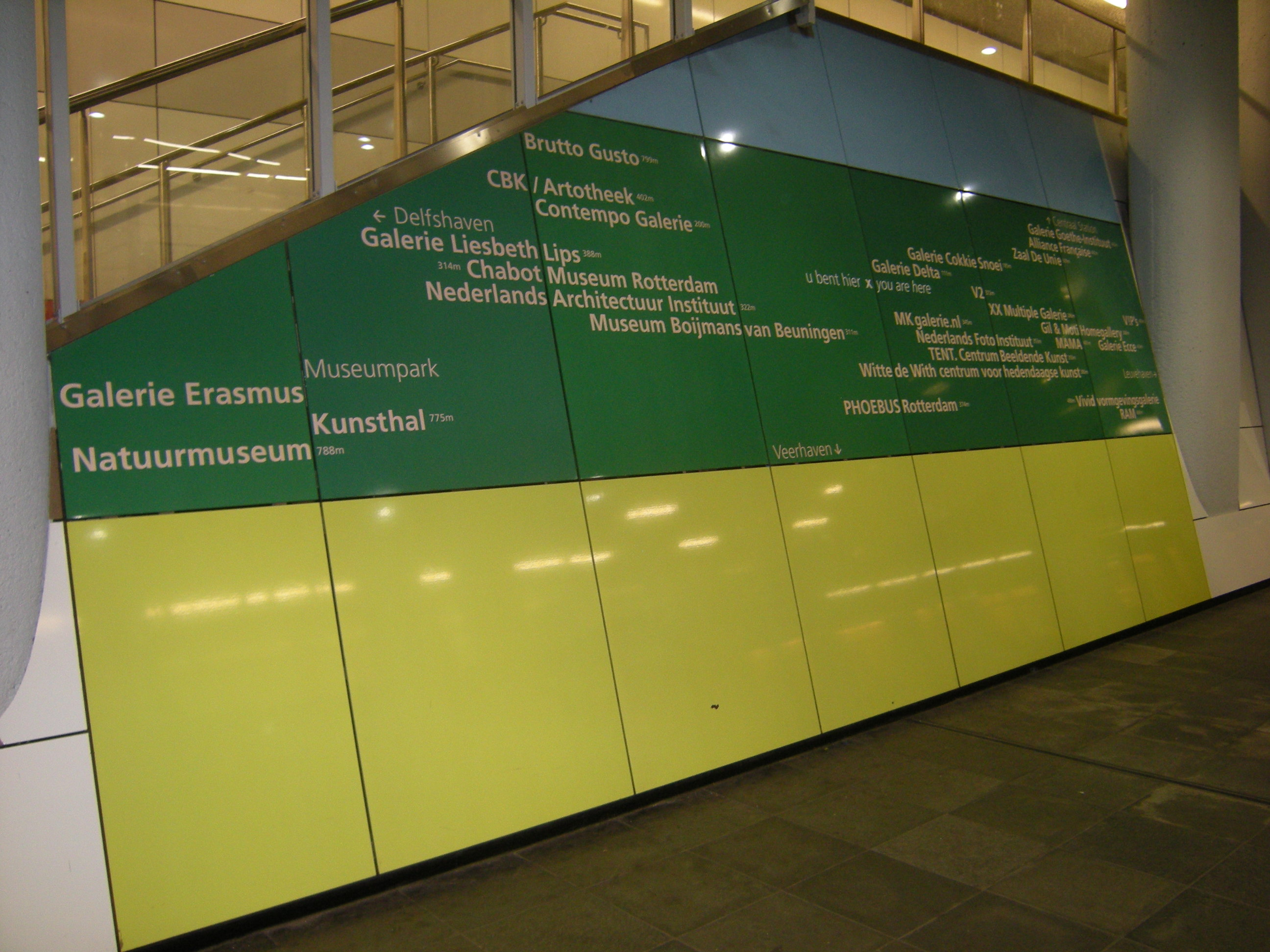
Carte des institutions culturelles.
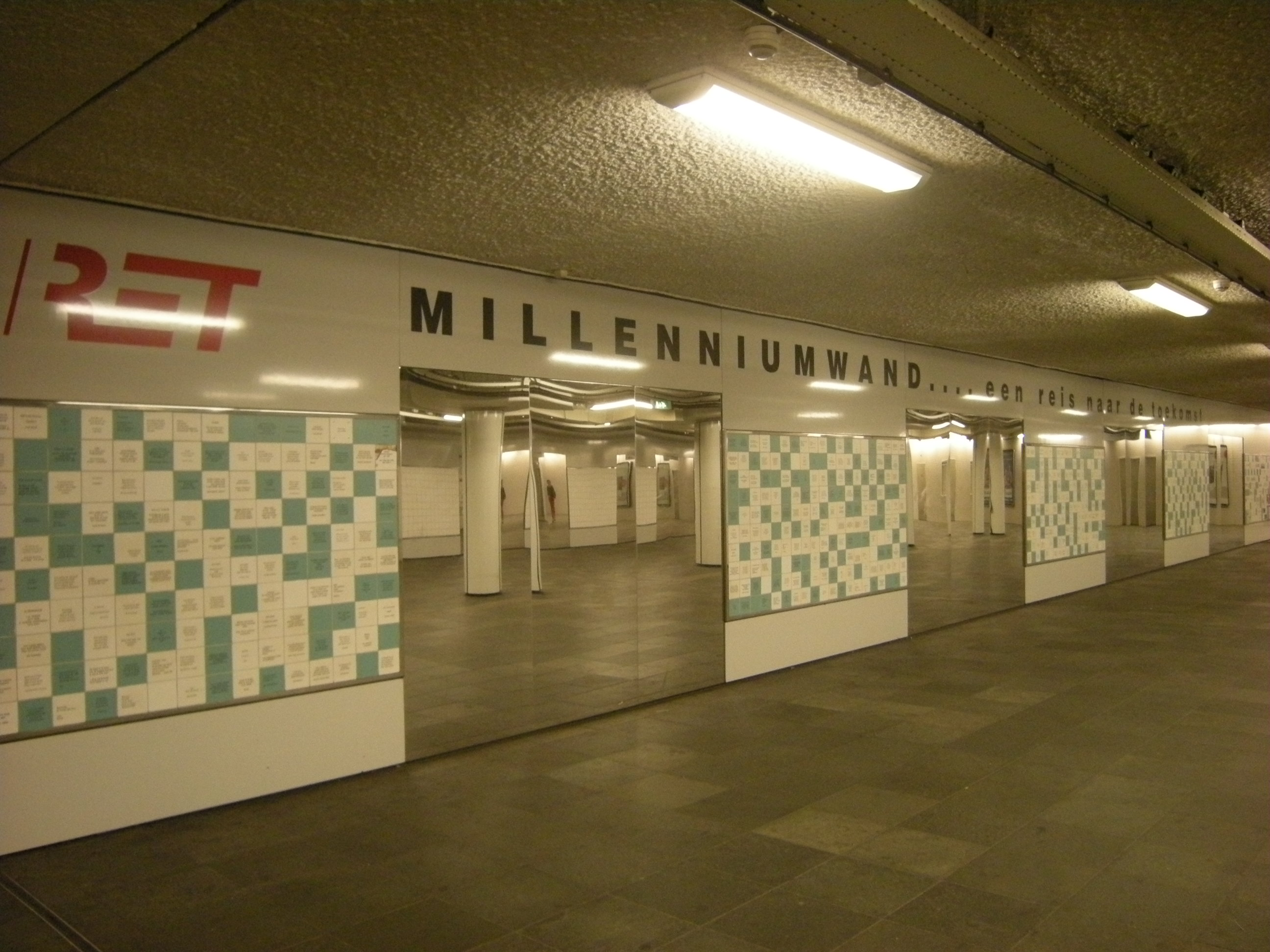
Mur du Millénaire.
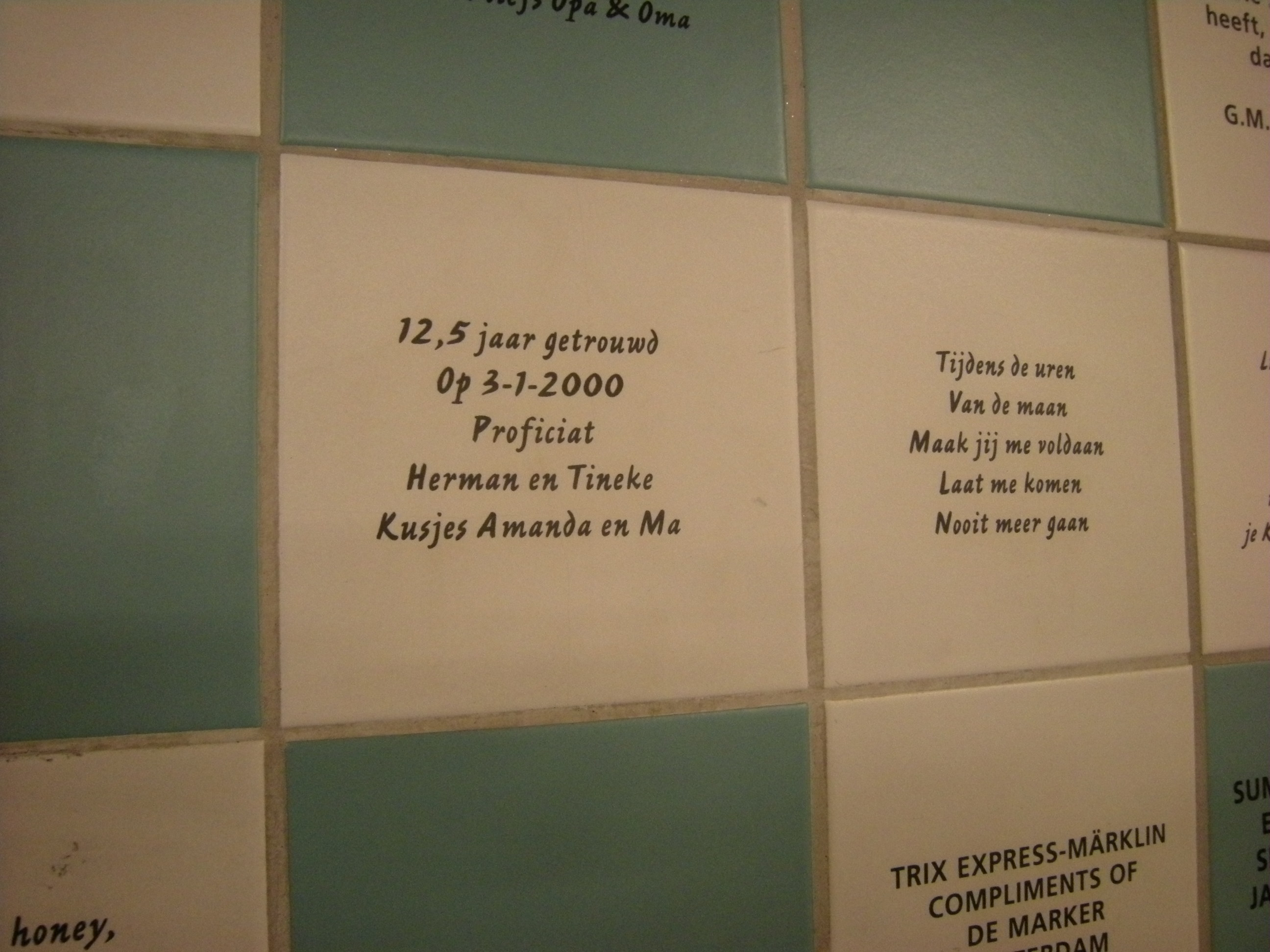
Mur du Millénaire, détail.

## À proximité
- Eendrachtsplein (Rotterdam)
- Museumpark
  - Institut d'architecture des Pays-Bas
  - Kunsthal
  - Maison Sonneveld (nl) ;
  - Musée Boijmans Van Beuningen ;
  - Musée Chabot ;
  - Musée d'histoire naturelle de Rotterdam.
- Alliance française de Rotterdam